# 日置村 (京都府)
日置村（ひおきむら）は、京都府与謝郡にあった村。現在の宮津市日置にあたる。

## 地理
- 海洋：宮津湾
- 山岳：妙見山、弥助山

## 歴史
- 明治初年 - 近世以来の日置浜村・日置上村が合併して日置村となる。
- 1889年（明治22年）4月1日 - 町村制の施行により、日置村が単独で自治体を形成。
- 1954年（昭和29年）6月1日 - 宮津町・栗田村・吉津村・府中村・世屋村・養老村・日ケ谷村と合併して宮津市が発足。同日日置村廃止。